# Ветчина, ветчина
«Ветчина, ветчина» (исп. Jamón, jamón) — художественный фильм 1992 года испанского режиссёра Бигаса Луны. Первая роль в кино известной актрисы Пенелопы Крус.

## Сюжет
Сильвия (Пенелопа Крус) — молодая привлекательная девушка, которая работает в буфете фабрики по пошиву нижнего белья. Вскоре выясняется, что она беременна от сына владельца фабрики, Хосе́-Луи́са (Жорди Молья). К её изумлению, тот ничуть не разочарован этой новостью, а признаётся Сильвии в любви, делает предложение и настаивает на рождении ребёнка.
Весть о скорой свадьбе сына на буфетчице ничуть не радует мать Хосе-Луисa — Кончиту (Стефания Сандрелли), она подозревает девушку исключительно в корыстных соображениях. Отец Хосе-Луисa к этому событию относится спокойно. Тогда Кончита нанимает Рауля (Хавьер Бардем), сексапильного юношу, работающего на семью Хосе-Луисa, чтобы тот соблазнил Сильвию, надеясь, что огласка такого скандала предотвратит брак. Впрочем, Сильвия остаётся верной своему жениху, несмотря на настойчивое внимание Рауля. Рауль постепенно влюбляется в Сильвию по-настоящему, но тем временем Кончита сама проникается страстью к Раулю. Вскоре он становится любовником Кончиты.
Между тем Хосе-Луис колеблется, готов ли он к свадьбе против воли матери. Сильвии такая неуверенность не нравится, и она начинает думать о «настоящем мужчине», независимом и сообразительном, поэтому она начинает приглядываться к красавчику Раулю, но его уже не хочет отдавать Кончита, считая своим.
Фильм заканчивается грандиозной дракой, в которой в качестве оружия используются свиные окорока (хамон). Рауль убивает Хосе-Луисa.

## Премьерные показы в разных странах[5]
- 2 сентября 1992 — Испания
- Сентябрь 1992 — Италия, Венецианский кинофестиваль
- 2 апреля 1993 — Швеция
- 13 мая 1993 — Германия
- 20 мая 1993 — Австралия (26 мая — на кинофестивале в Аделаиде)
- 4 июня 1993 — Великобритания
- 24 июля 1993 — Япония
- 26 августа 1993 — Нидерланды
- 23 сентября 1993 — Аргентина
- 24 сентября 1993 — США (только в Нью-Йорке; показ в остальных городах — февраль 1994)
- 26 февраля 1994 — Южная Корея
- 5 августа 1994 — Финляндия
- 9 июля 2001 — Чехия, кинофестиваль в Карловых Варах; ограниченный показ в других городах — с 18 марта 2003

## Факты
- Название фильма пародирует детскую словесную игру[англ.]. При многократном быстром повторении слова «jamón, jamón, jamón…» (ветчина, ветчина, ветчина…) оно скоро начинает звучать (перестановка слогов) как «monja, monja, monja…» (монахиня, монахиня, монахиня…)
- В американском прокате фильм вышел под названием «История о ветчине и страсти» (A Tale of Ham and Passion)[5].
- В российский прокат официально фильм не выходил, поэтому однозначного перевода названия у него нет; также известны варианты «Окорока и ляжки» и «Любовь, секс и ветчина». Однако известны два его показа по телевидению: 12 сентября 1999 года в ночном эфире центрального телеканала ТВ-6 (под названием «Окорочка и ляжки»)[6], а также 5 октября 2001 года на московском дециметровом телеканале М1 (под названием «Ветчина»)[7].
- Фильм снимался в испанском муниципалитете Кастехон-де-Монегрос и провинции Сарагоса[8].
- Рауль соглашается стать любовником Кончиты после того, как она соглашается подарить ему мотоцикл Yamaha FZR600[англ.].
- В фильме присутствует несколько «пищевых» аллегорий, в частности, как следует из названия, на ветчину:
  - Финальная драка с использованием свиных окороков
  - Постельная сцена Сильвии и Хосе-Луиса:

Хосе-Луис задирает блузку Сильвии и начинает лизать и посасывать её соски.
Сильвия: Ну и как тебе на вкус мои груди? (How come you like eating my tits?)
Хосе-Луис: Их вкус мне нравится (I like the way they taste)
С.: И какие же они на вкус? (What do they taste like?)
Х-Л.: Не знаю. Никакие. Одна как омлет, вторая как ветчина (I don’t know. Nothing. That’s be asking too much: one tasting like an omelette the other like ham)
- В оригинале использованы названия блюд «испанский омлет» и англ. Jamón serrano соответственно.
- За режиссуру этого фильма Бигас Луна был награждён Серебряным Львом на Венецианском кинофестивале 1992 года. После этого в 1993 году фильм номинировался ещё на семь наград и выиграл четыре из них[9].